# Medicilândia
Medicilândia là một đô thị thuộc bang Pará, Brasil. Đô thị này có diện tích 8272,583 km², dân số năm 2007 là 23502 người, mật độ 2,84 người/km².